# Медресе Хорезмшахов
Медресе Хорезмшахов является объектом культурного наследия Узбекистана. Памятник архитектуры в городе Хива, Хорезмской области. Медресе было построено в 1915 году. Объект расположен по адресу: Хорезмская область, город Хива, махалля "Мевастон", улица Мевастон, 51. Согласно постановлению Кабинета Министров Республики Узбекистан от 24 февраля 2021 года № 100 о дополнительных мерах по развитию внутреннего и паломнического туризма, медресе Хорезмшахов включен в программу приоритетной реставрации объектов культурного наследия, используемых в туристических маршрутах в 2021-2025 годах. В собственности управления культурного наследия Хорезмской области.

## История
Медресе Хорезмшахов было построено в 1915 году на территории крепости Дишан-Кала. Размеры медресе составляют 28,4х24,4 метра. Медресе Хорезмшаха в настоящее время находится недалеко от рынка в Хиве. Высота крыши медресе 5,16 метра, высота купола 11,52 метра, размеры двора медресе 13,47 х 10,75 метра. Медресе имеет 14 помещений с куполообразной крышей. Во дворе медресе был вырыт колодец для питьевой воды. Медресе Хорезмшахов построено из сырцовых кирпичей, размер каждого кирпича 26х26х5 сантиметров. При кладке кирпичей использовалась смесь из ганча. Помещения медресе одноэтажные. Медресе Хорезмшахов было построено иначе, чем другие медресе Хивы, то есть в медресе были построены помещение, предназначенное для гробницы, а также комната. Хивинский хан Асфандияр-хан похоронен в одной из комнат юго-западного угла медресе. Причина в том, что Хивинский хан Асфандияр-хан был убит людьми Джунаид-хана во дворце Нуруллабая, расположенном в крепости Дишан-Кала. По обычаю ханства, погибших в крепости Дишан-Кала не хоронили в крепости Ичан-Кала, здесь хоронили только тех ханов, которые умерли в крепости Ичан-Кала. Еще одно помещение было построено у стены западного фасада медресе и, по словам старшего поколения, это помещение было построено для тех, кто приходил навестить могилу Асфандияр-хана. Асфандияр-хан построил гробницу для своей матери, жены и себя в комплексе Пахлавон Махмуд, расположенном в крепости Ичан-Кала, но до сегодняшнего дня в этих двух гробницах никто не был похоронен, потому что хан умер снаружи.